# Joseph Edkins
Joseph Edkins, född 19 december 1823, död 23 april 1905, var en brittisk sinolog.
Edkins verkade som missionär i Kina från 1848 och författade ett flertal grammatiska och religionshistoriska arbeten.